# ویسنادین
ویسنادین (انگلیسی: Visnadine) یک گشادکنندهٔ طبیعی عروق است. این دارو برای نخستین بار از علف هرز اسقف (Ammi visnaga)، گیاه بومی منطقه مدیترانه که سده‌ها در مصر به عنوان ضد اسپاسم استفاده می‌شد، جدا شد.